# Atrotorquata
Atrotorquata är ett släkte av svampar. Atrotorquata ingår i familjen Cainiaceae, ordningen kolkärnsvampar, klassen Sordariomycetes, divisionen sporsäcksvampar och riket svampar.
|              | Cainia                                 |
|              |                                        |
| Atrotorquata | \| \| Atrotorquata lineata \| \| \| \| |
|              | \| \| Atrotorquata lineata \| \| \| \| |
|              | Atrotorquata lineata                   |
|              |                                        |

|  | Atrotorquata lineata |
|  |                      |